# 1611
1611 (MDCXI) var ett normalår som började en lördag i den gregorianska kalendern och ett normalår som började en tisdag i den julianska kalendern.

## Händelser

### Februari
- 12 februari – Svenskarna försöker överrumpla Nöteborgs fästning, men misslyckas.
- Februari – Svenskarna inleder en belägring av Kexholms fästning.

### Mars
- 2 mars – Svenskarna erövrar Kexholms fästning.
- Våren – Sverige sluter ett stillestånd med Polen, vilket skall vara till juni 1612.

### April
- 4 april – Danmark förklarar Sverige krig i Örebro varvid Kalmarkriget utbryter. Anledningen är konflikt om herraväldet över Lappmarken och Baltikum.
- 6 april – Filipstads stad får stadsprivilegium. Detta förloras 1694 och återfås inte förrän 1835.
- 29 april – Visby drabbas av en stadsbrand.[1]

### Maj
- 3 maj – Danskarna börjar belägra Kalmar.
- 27 maj – Danskarna intar Kalmar stad.

### Juni
- 11 juni – Svenskarna under Karl IX anländer till Kalmar slotts undsättning.
- 25 juni – Svenskarna under kronprins Gustav (II) Adolf överrumplar och plundrar Kristianopel.

### Juli
- 12 juli – Danskarna bränner ner staden Göteborg.[1]
- 15 juli – Novgorod erövras av svenskarna.
- 17 juli – Svenskarna anfaller danskarnas befästa läger utanför Kalmar, men tvingas dra sig tillbaka till Ryssby två mil norr om staden.

### Augusti
- 3 augusti – Danskarna intar Kalmar slott.
- 9 augusti – Borgholms slott på Öland kapitulerar till danskarna, som besätter hela ön.
- 12 augusti – Karl IX skriver ett brev till Kristian IV av Danmark, där han utmanar honom på duell. Den danske kungen hånar honom dock i sitt svar.

### September
- 13 september – Staraja Russa och Tichvin erövras av svenskarna.

### Oktober
- 7 oktober – Svenskarna har återtagit Öland och återtar denna dag Borgholms slott från danskarna.
- 30 oktober – Vid Karl IX:s död blir Gustav II Adolf vid 17 års ålder omyndig kung av Sverige och får en förmyndarregering. 1604 års arvförening stadgar att regenten blir myndig vid 24 års ålder.[2]

### December
- 26 december – Gustav II Adolf förklaras myndig vid en riksdag i Nyköping. Han tvingas dock till omfattande eftergifter till adeln genom den kungaförsäkran, som Axel Oxenstierna har utarbetat. Kungen lovar att inte stifta lagar, starta krig, sluta freder, stillestånd och förbund utan rådets och ständernas samtycke. Vidare skall inte ens de lägsta ämbetsposterna besättas med ofrälse personer. Kungens fogdar underställs landshövdingarna, vilka alla tillhör adeln.
- 28 december – Svenskarna försöker överrumpla den danska hären i Kalmar, men misslyckas.

### Okänt datum
- En ny svensk skolordning antas. Trivialskolorna behålls i sitt gamla skick medan katedralskolorna i stiftsstäderna byggs ut med fler klasser.
- Physica, en populär skolastisk handbok i naturlära, skrivs av den svenske astronomen och astrologen Sigfrid Aron Forsius.
- Andreas Bureus ger på svenska regeringens uppdrag ut en karta över Norrland.
- Fagersta Bruk startar sin verksamhet.

## Födda
- 17 mars – Robert Douglas, greve, skotsk militär i svensk tjänst.
- 4 maj – Carlo Rainaldi, italiensk arkitekt.
- 16 maj – Innocentius XI, född Benedetto Odescalchi, påve 1676–1689.
- 11 september – Henri de la Tour d'Auvergne de Turenne, fransk fältherre.
- December – Leonora Baroni, italiensk musiker.
- Thomas Urquhart, skotsk skriftställare.

## Avlidna
- 9 september – Eleonora de' Medici, hertiginna av Mantua.
- 30 oktober – Karl IX, svensk riksföreståndare 1599–1604 och kung av Sverige sedan 1604.

### Fotnoter
1. 1 2  ”Värmlands brandhistoriska klubb”. Arkiverad från originalet den 12 oktober 2011. https://www.webcitation.org/62NB7kO36?url=http://www.brandhistoriska.org/olyckor_se.html. Läst 25 mars 2011.
2. ↑  ”Det hände i dag”. http://webnews.textalk.com/se/calendar.php?id=9747&type=month&ds=20101030&list=true.